# Blüthner
Blüthner (рус. Блютнер) (Julius Blüthner Pianofortefabrik) — производитель фортепиано и роялей, расположен в Гросспёзне (Лейпциг, Германия). Является одной из старейших семейных компаний по производству фортепиано. Основана в 1853 году Юлиусом Блютнером (1824—1910). К 1903 году фирма выпускала до 3000 фортепиано в год. За всё время существования производства было изготовлено свыше 150 тысяч инструментов.

## История

### 1853—1903 год
Лейпциг стоял в одном ряду с Парижем, Лондоном и Веной в европейской музыкальной культуре. Помимо богатого культурного наследия, Лейпциг также являлся важным торговым центром, с сообщением по всему региону и богатой буржуазией. Именно здесь Юлиус Блютнер основал свою компанию 7 ноября 1853 года, в западной части Лейпцига. Изначально это было лишь несколько арендованных комнат в помещении и трое рабочих. Первое фортепиано было продано весной 1854 года. С 1855 года инструменты стали привлекать внимание пианистов и соответствующих учреждений, продажи стали расти. За первый год было создано десять инструментов: восемь роялей и два пианино.
В 1856 году в компании работало уже 14 рабочих. В это же время была запатентована новая репетиционная механика. В 1858 году были приобретены новые помещения и уже к 1863 году был завершен юбилейный инструмент номер 500. Позже в том же районе был куплен участок земли и построен завод, рассчитанный на 100 работников. В 1864 году компания переехала в новое помещение со штатом в 37 человек, после чего штат был расширен и производство было запущено в промышленном масштабе.

Общий вид фабрики Блютнера в западном предместье Лейпцига

На всемирных выставках компания завоевывала популярность. Стали осуществляться первые шаги на международный рынок: Юлиус Блютнер был назначен поставщиком двора королевы Виктории, немецкого императора Вильгельма II, турецкого султана Абдул-Хамида II, российского императора Николая II и короля Саксонии Георга, что особо подчеркнуло статус его фабрики. Растущий спрос на инструменты спровоцировал расширение производства, в результате чего в 1870 году был построен второй завод, оснащенный паровыми двигателями. В 1872 году был построен третий завод, куда было нанято 170 работников.
В 1873 году Блютнером была изобретена аликвотная система (нем. Aliquotflügel) с дополнительными резонансными струнами. На протяжении многих лет компания тестировала различные варианты этой системы, также выпускались инструменты и без данной системы.

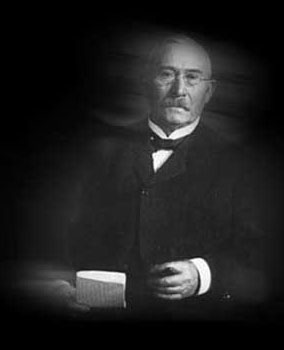
Юлиус Блютнер

В 1876 году было открыто представительство в Лондоне и продажи были запущены в Великобритании и её колониях. Блютнер уже работал над реализацией глобальных продаж. Около 1877 года продолжались расширения производств и наращивание производственных сил, фабрика занимала собой целый район. Спустя 20 лет в компании работало более 800 человек . В 1878 году был открыт концертный зал открытый для общественности, что также стало являться штаб-квартирой компании.
В 1881 году было построено новое здание завода. В 1888 году была куплена земля в Лойче (нем. Leutzsch), где разместилась современная деревообрабатывающая фабрика для производства дек из разных пород дерева.
В 1890 году снова был построен новый завод, где работали 230 сотрудников. Постоянное расширение заводов сделало Блютнер одним из крупнейших производителей фортепиано в Европе. Всего структурное расширение составляло около 55 000 квадратных метров. Годовое производство по состояния на 1903 год составляло около 3000 инструментов. В дополнение к Блютнеру, в Лейпциге также были основаны фортепианные фабрики Фойрих (нем. Feurich), Хупфельд (нем. Hupfeld), Шиммель (нем. Schimmel), Циммерман (нем. Zimmermann).

### 1903 — наше время
С 1903 года все популярнее становились механические фортепиано. В Лейпциге располагалась компания Хупфельд — один из крупнейших производителей пневматических систем. Таким образом Блютнер использовали их механизмы в своих фортепиано такого типа. Другие механизмы также использовались, к примеру механизм механического фортепиано Welte-Mignon из Фрайбург-им-Брайсгау, производства компании M. Welte & Söhne.
13 апреля 1910 года умер основатель компании Юлиус Блютнер. Предприятие было приобретено тремя сыновьями Юлиуса — Робертом, Максом и Бруно Блютнерами. Начало Первой мировой войны в 1914 году парализовало производство, работники были массово призваны на военную службу. Были потеряны важные связи, в особенности с другими странами. Экспорт был приостановлен, внутри страны на тот момент мало кого интересовала покупка фортепиано. В рамках «отечественной службы» компания осуществляла поставки в армию.
В 1919 году, наконец, началась реконструкция производства. Компания снова стала получать заказы из-за рубежа. Старые рынки сбыта, которые были потеряны в результате войны, компания пыталась вернуть назад. Эта задача была затруднена таможенным законодательством. Спрос быстро вырос, годовой объём производства в 3600 штук не хватало. В 1928 году было завершено производство инструмента номер 113 000. В 1932 году Рудольф Блютнер-Гесслер возглавил компанию.
В 1929 году компания начала публиковать свое первое издание журнала «Блютнер Фройнд» (нем. Bluthner Freund). Он издавался примерно три раза в год и рассказывал пианистам, музыкальным энтузиастам и сторонникам Блютнера увлекательные факты, новости из фабричной и концертной жизни.
Около 1935 года немецкое адмиралтейство попросило Блютнер построить рояль из легких алюминиевых сплавов для дирижабля Гинденбург. Рояль весил всего 162 кг. Каркас, обод, и верхняя крышка были сделаны из дюралюминия, а ножки, задние крепления и прочие элементы были выполнены из полых дюралюминиевых труб. Внешний вид был спроектирован архитектором Фрицем Августом Бройхаусом (нем. Fritz August Breuhaus), который отвечал за дизайн и декорирование Гинденбурга. Рояль был покрыт бледной свиной шкурой, которая была не только легка, но и придавала роялю теплый облик, который соответствовал тональным качествам инструмента. Когда Гинденбург приблизился к побережью Северной Америки, в последнюю ночь рейса радиорепортер NBC Макс Джордан запустил прямую трансляцию, в ходе которой профессор Франц Вагнер сыграл серенаду Франца Шуберта и Голубой Дунай Иоганна Штрауса, также в трансляции участвовала Сюзанн Уилкинс, которая исполнила «I’m in the Mood for Love» (рус. Я в настроении для любви).
В декабре 1943 году в результате массированного авианалёта британской авиации фабрика Блютнера была полностью разрушена: начался пожар, в результате которого за несколько часов была уничтожена работа трех поколений мастеров. Из-за специфики производства спасти из огня хоть что-нибудь оказалось практически невозможным, и уцелела лишь самая малая часть оборудования. После войны многие заказчики и друзья семьи воодушевили доктора Рудольфа Блютнера-Хесслера на реконструкцию и восстановление фабрики. В 1948 году был выпущен первый инструмент. Управление фабрикой было взято государством под контроль, в связи с процессом национализации и влияние семьи Блютнеров на судьбу компании было крайне затруднено.
В 1953 году спрос снова стал настолько велик, что производственных сил стало недоставать. В 1970 году было построено и введено в эксплуатацию новое здание для 100 рабочих. В этот период компания работала как VEB Blüthner Pianos. В 1978 году объём производства достиг 144 000 инструментов. После окончания существования ГДР, компания вернулась в собственность семьи Блютнер.
В 1990 году компания начала возрождать старые контакты и устанавливать новые. Был открыт дистрибьютор в США и других странах. С лучшими рыночными позициями и растущим спросом в 1996 году было построено новое производственное помещение в промышленной зоне Штёрмталь в общине Гросспёсна под Лейпцигом. В 1997 году для инструментов был построен новый выставочный зал. Всего было выставлено 30 пианино и 50 роялей. В 2003 году семья Блютнер отметила 150-летие церемонией в Лейпциге. С начала производства в 1853 году было выпущено более 150 000 инструментов под брендом Blüthner.
В 2005 году производитель фортепиано организовал свой собственный конкурс пианистов в Лейпциге в третий раз. Участники были в основном из музыкальных колледжей этого округа. Победителями 2005 года являются Ха-Сан Парк (Лейпциг), Ин Чжоу (Веймар) и Томоко Такэсито (Лейпциг). В 2007 году был проведен международный конкурс в Калининграде.
В октябре 2007 года компанией были открыты центры в Лондоне, Москве, Токио, Шанхае и Вене.

## Использование

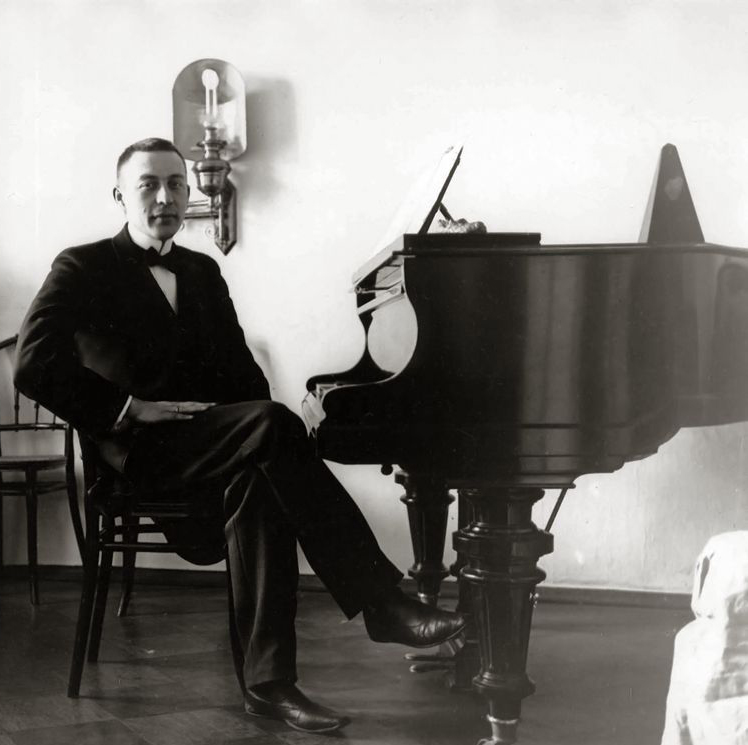
Сергей Рахманинов рядом с роялем Блютнер (фото около 1905 года)

Блютнер поставляли инструменты в различные дворы. Ими владели такие композиторы как Клод Дебюсси, Макс Регер, Густав Малер, Ференц Лист, Рихард Вагнер, Петр Чайковский, Карл Орф, Дмитрий Шостакович, Эндрю Ллойд Уэббер, Иоганнес Брамс, Бела Браток, Иоганн Штраус. Среди клиентов также были такие исполнители как Клаудио Аррау, Ферруччо Бузони, Артур Рубинштейн, Вильгельм Кемпф, Олег Майзенберг, пианист и певец Либераче. Удо Юргенс получил рояль в качестве оплаты за выступления в ГДР. Различные известные личности, как император Австро-Венгрии Франц Иосиф I. Сергей Рахманинов писал: «Есть только две вещи, которые я взял с собой в Америку… моя жена и мой драгоценный Блютнер».
Инструменты компании также использовались в популярной музыке. Фортепиано Блютнер, принадлежащее студии Abbey Road в Лондоне, использовалось в некоторых треках альбома The Beatles Let It Be (1970), в первую очередь в хитах «Let It Be» и «The Long and Winding Road». Также инструменты использовались в фильмах «Газовый свет» (1944) и «Афера» (1973), так же главный герой фильма «Ганнибал», Ганнибал Лектер, играл на этом рояле. Во время одной из сцен фильма «Железный человек» был уничтожен рояль Блютнер.